# Transportul public naval din Timișoara

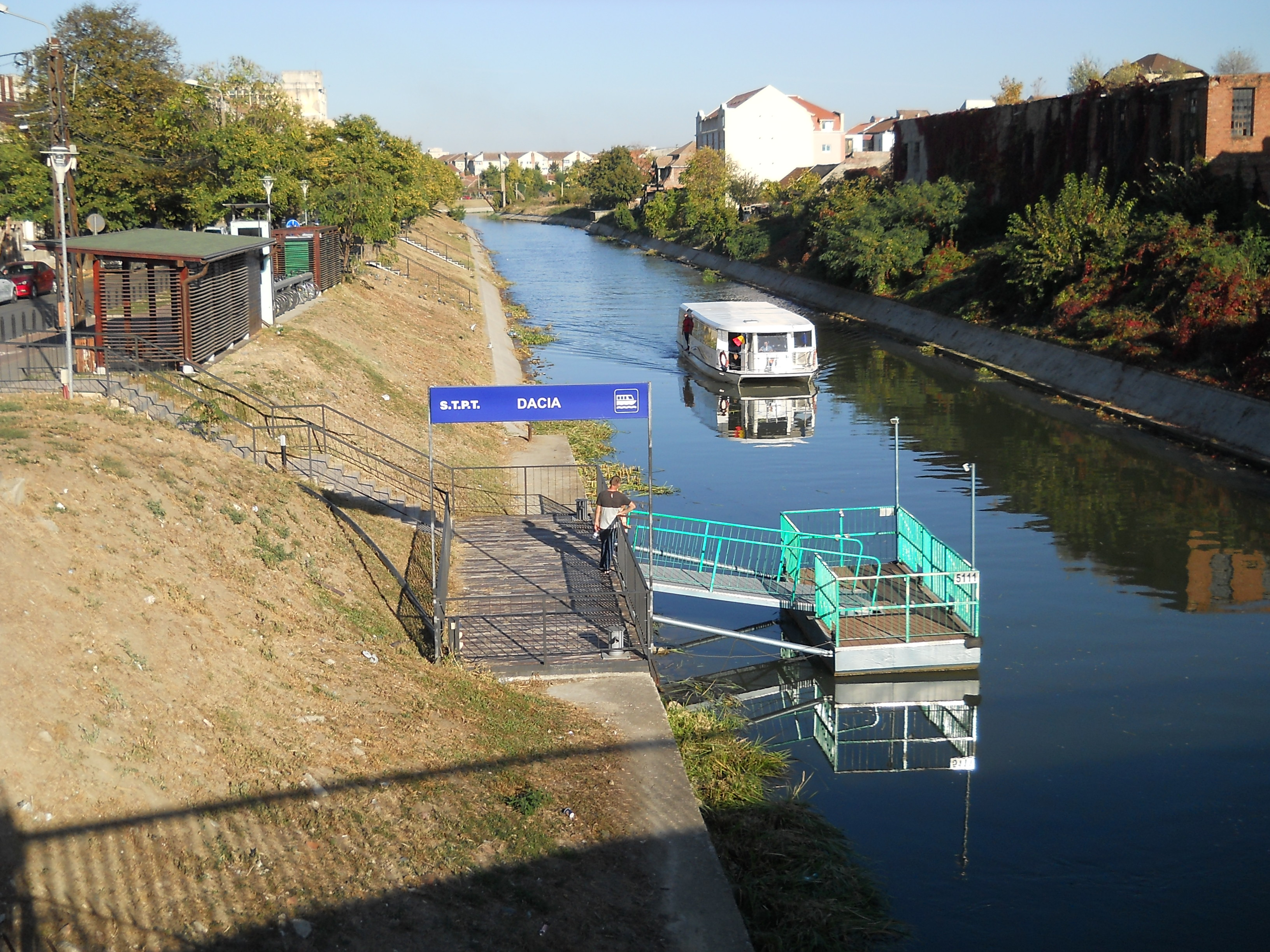
Un vaporetto apropiindu-se de stația Dacia. Sensul de deplasare este în aval.

Transportul regulat cu hidrobuze (denumite colocvial vaporetto sau vaporașe) este cel mai nou subsistem de transport public în Timișoara asigurat de Societatea de Transport Public Timișoara și se desfășoară pe o distanță de aproximativ 7 kilometri din Canalul Bega. Cursa inaugurală a avut loc în dimineața zilei de 4 octombrie 2018.

## Linia V1
Există deocamdată un singur traseu (Linia V1), având nouă stații de-a lungul Begăi, de la Podul Modoș (cartier Freidorf) până la Podul Mihai Viteazul (cartier Dorobanți). Stațiile sunt prevăzute cu spațiu de așteptare acoperit, cu platformă superioară și ponton.
Traseul este deservit, la nivel de toamnă a anului 2018, de 2-3 ambarcațiuni. În amonte, semitura durează aproximativ 64 de minute, iar în aval, 50. Capacitatea unei nave este de 50 de pasageri, iar personalul navigant al navei este alcătuit din minim doi marinari.

### Program
Hidrobuzele circulă în regim de transport public. Orele de funcționare actualizate pot fi găsite la următoarele adrese: sens aval și sens amonte.
În 2018, hidrobuzele au circulat până în data de 8 decembrie, când au fost retrase în depou pentru iernare, urmând ca sezonul de navigație să reînceapă în primăvara lui 2019.

## Stații
Stațiile sunt acoperite, având câte patru bănci, o platformă de așteptare descoperită legată printr-o pasarelă metalică la ponton. Fiecare stație prezintă de asemenea o cabină care poate fi folosită pentru scopuri diverse.

Alături de fiecare stație există un rastel pentru bicicletele Societății de Transport Public Timișoara.

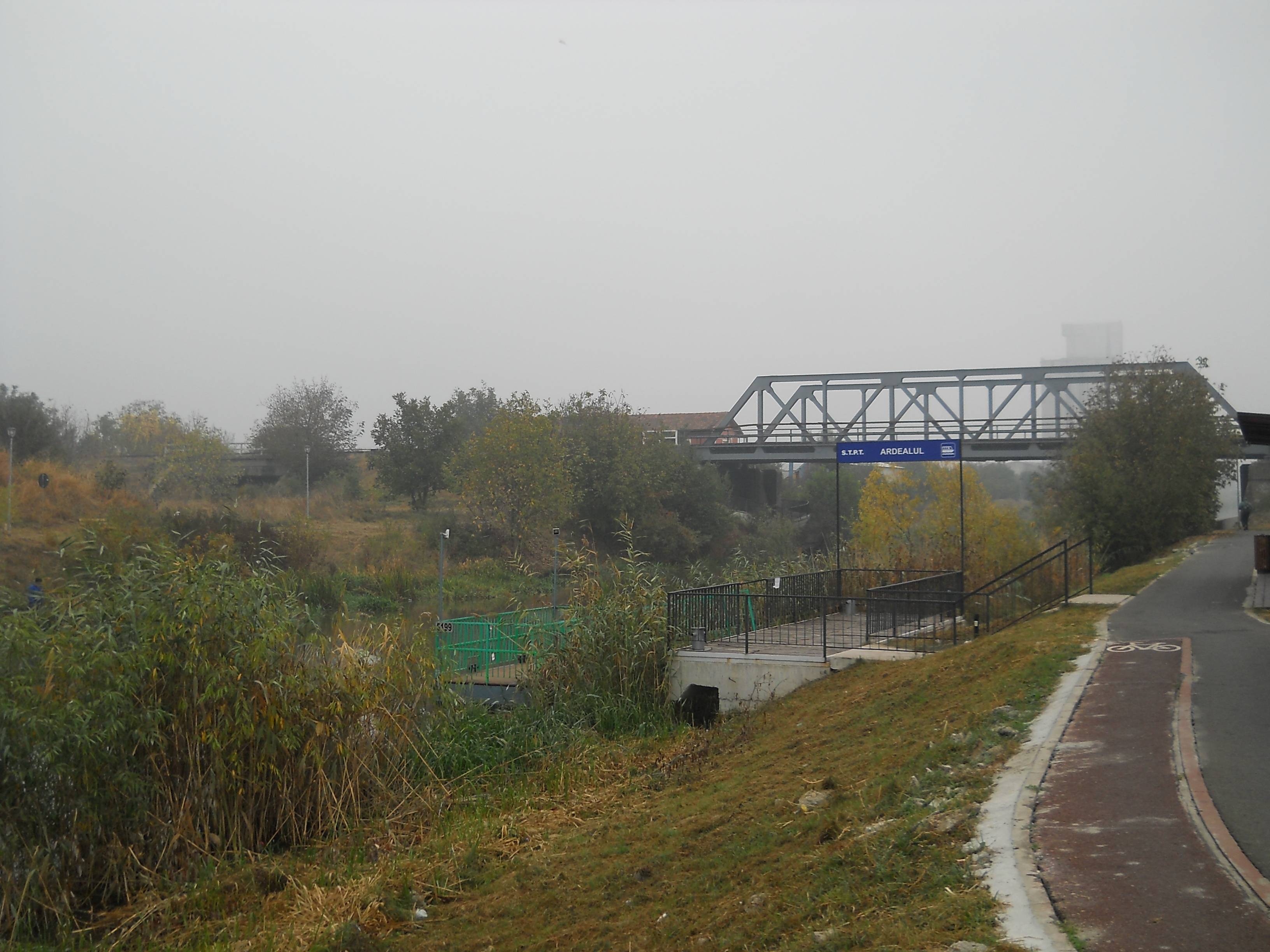
Stația de vaporetto Ardealul, având Podul feroviar Modoș în fundal
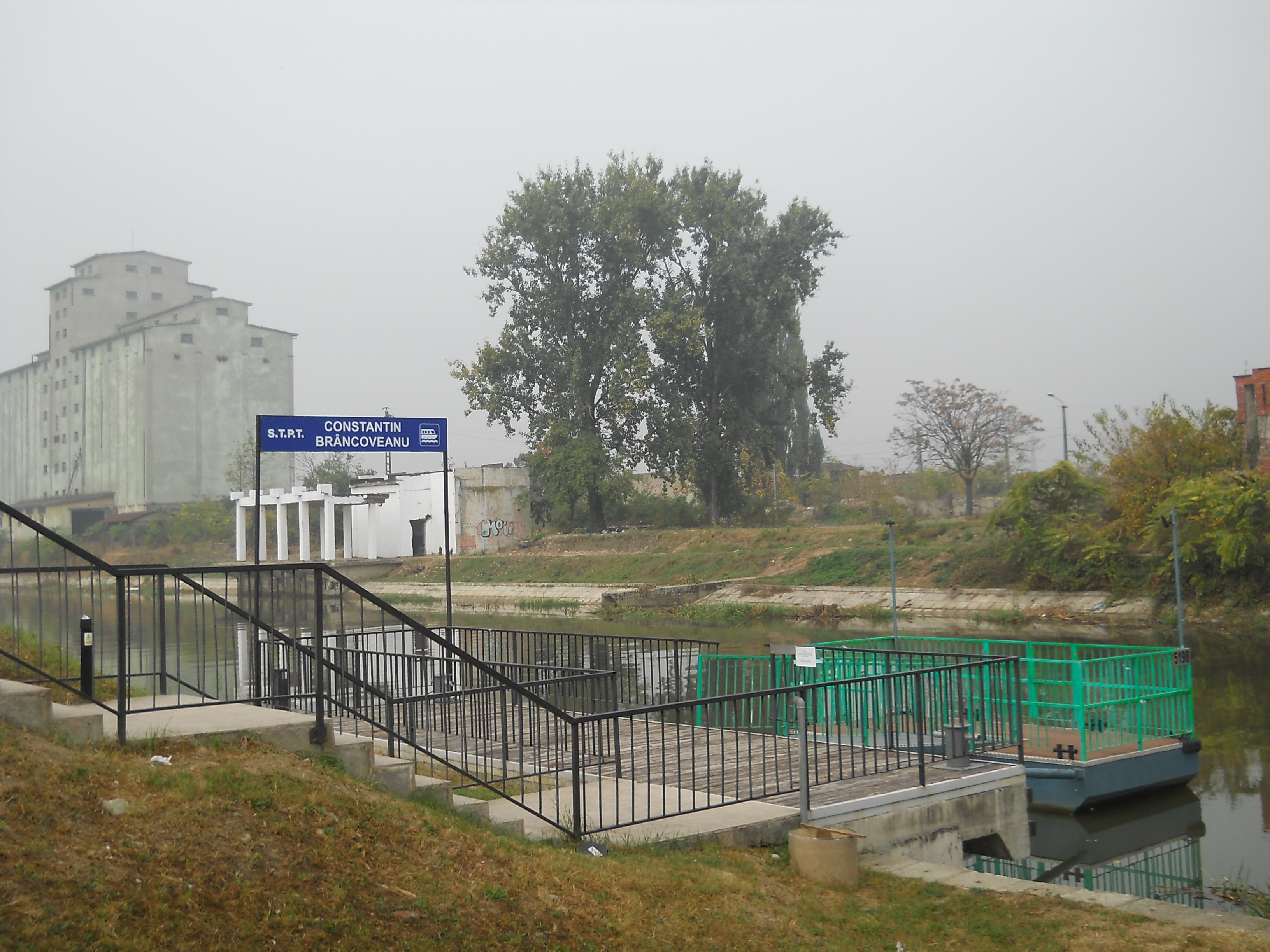
Stația Constantin Brâncoveanu (platforma de așteptare și pontonul)
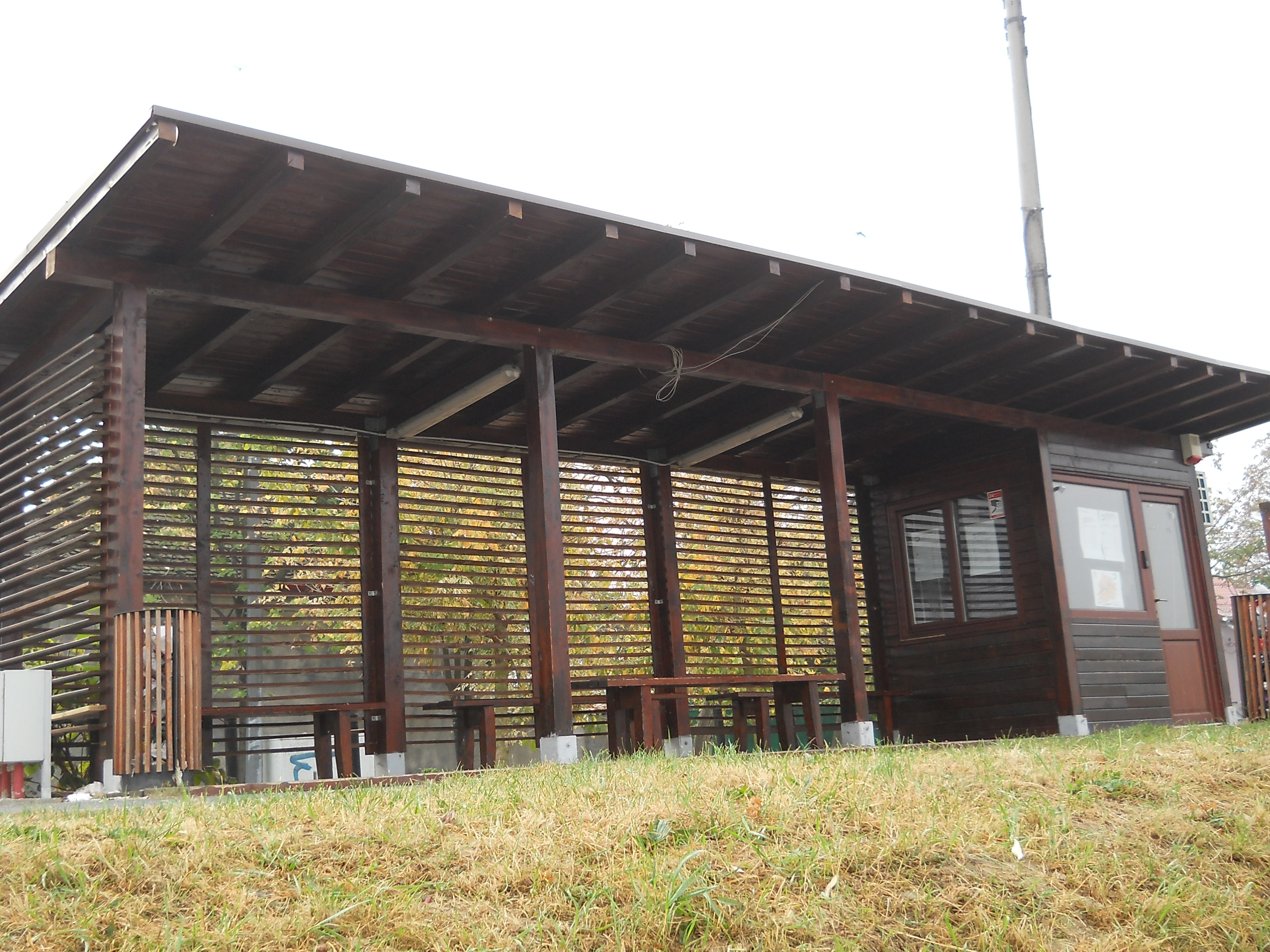
Spațiul de așteptare de pe dig al stației Constantin Brâncoveanu
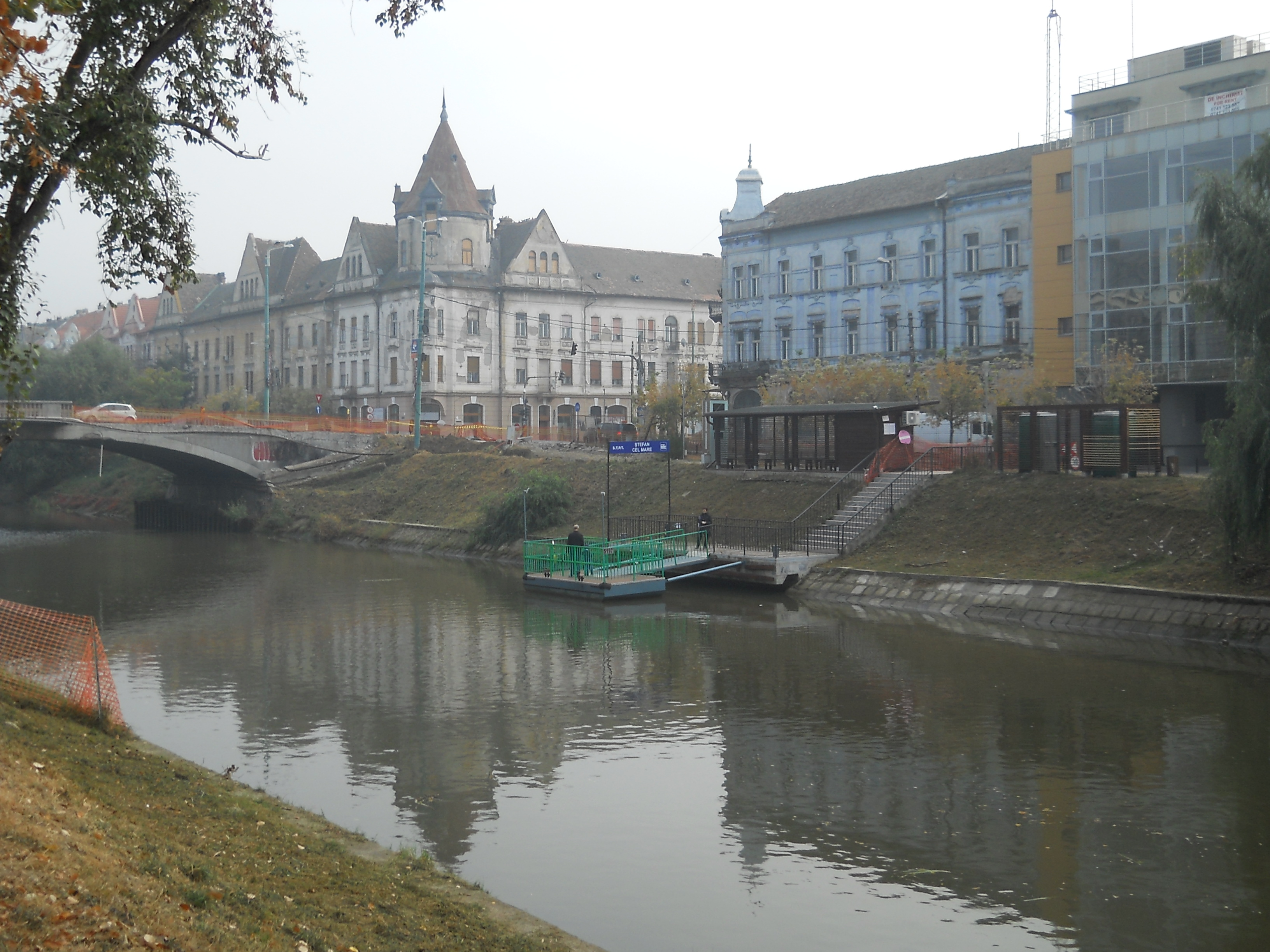
Stația Ștefan cel Mare, cu palatul Ancora în fundal
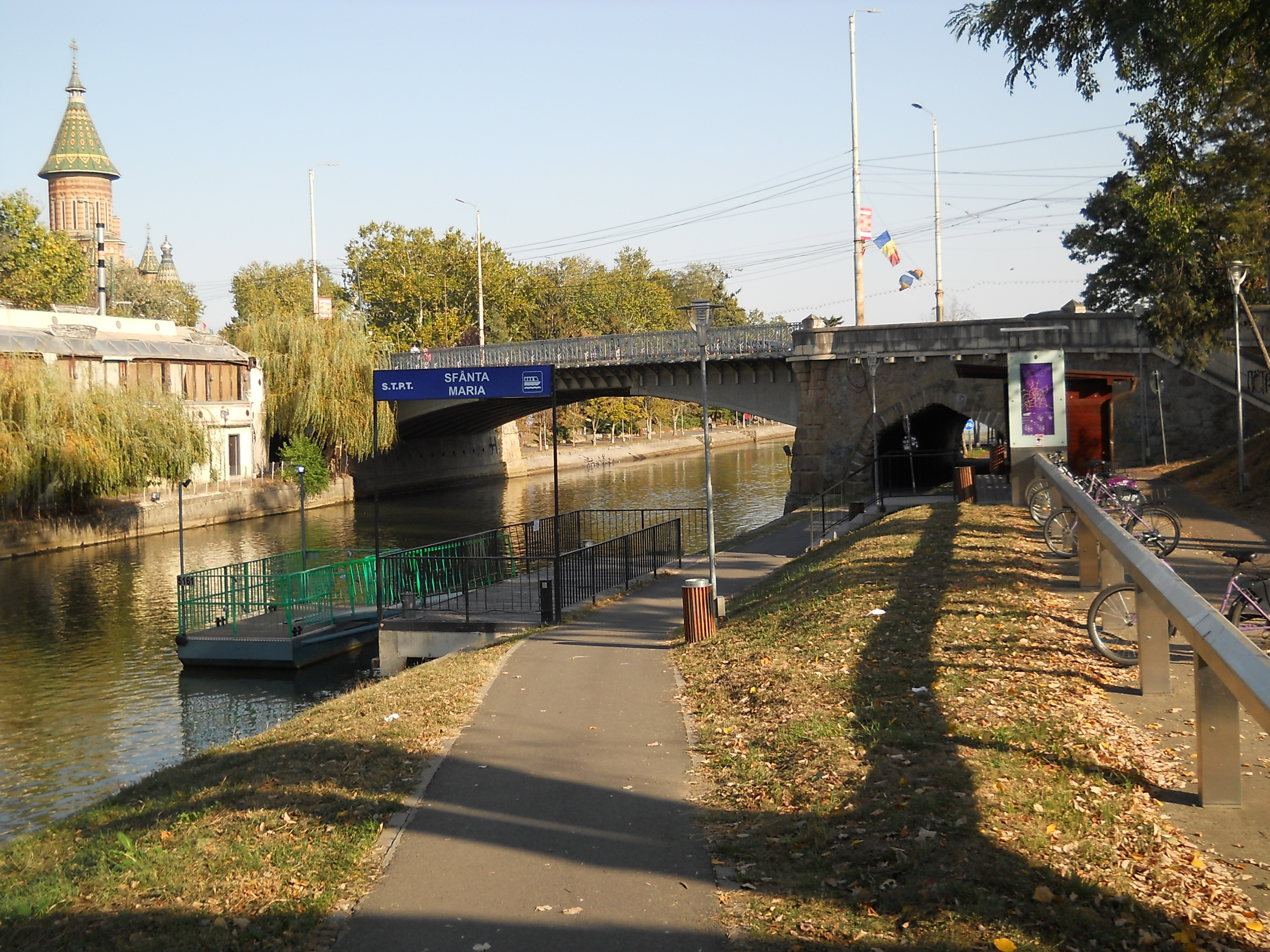
Stația Sfânta Maria. Se observă Catedrala Mitropolitană în plan îndepărtat
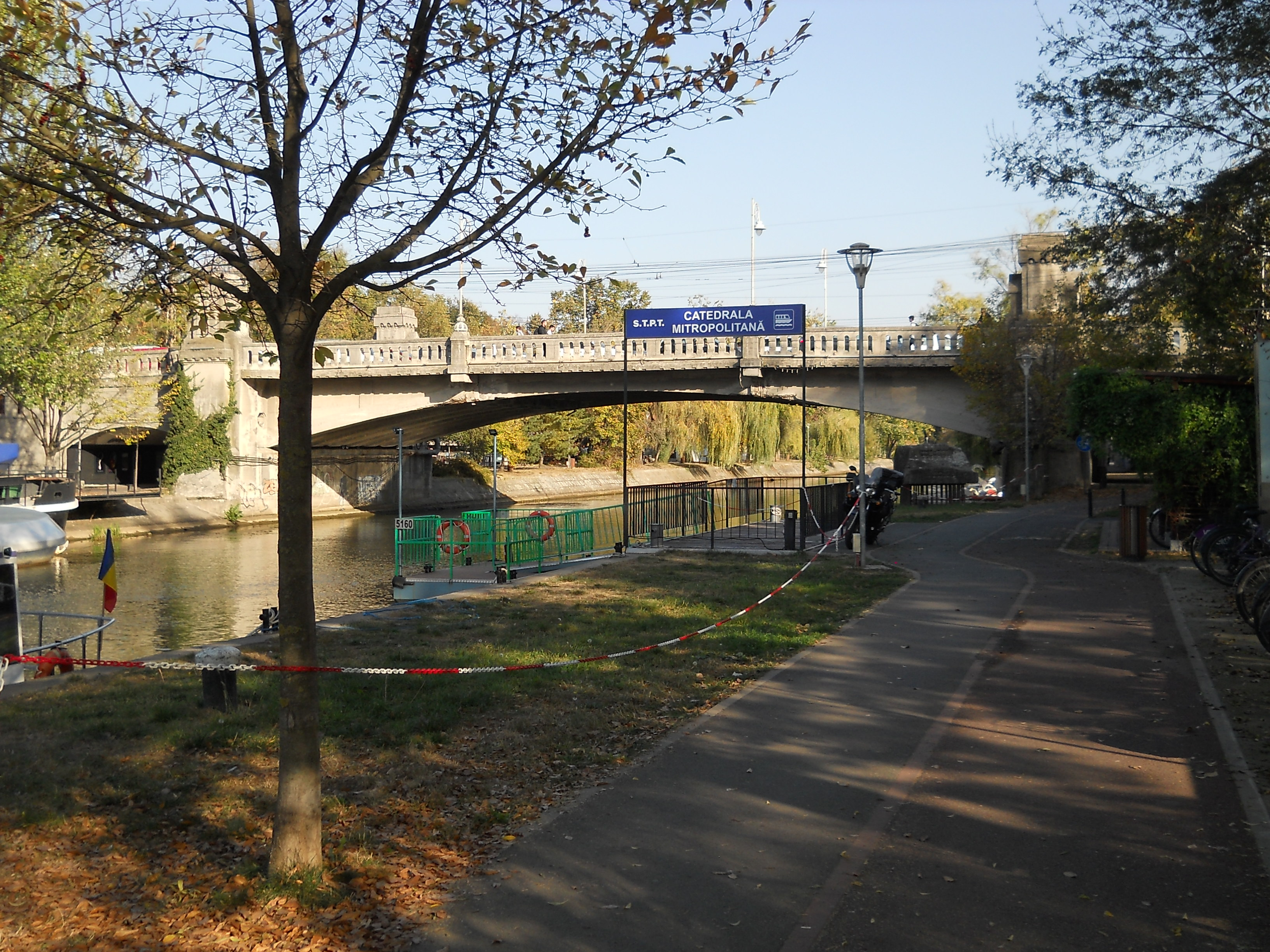
Stația Catedrala Mitropolitană
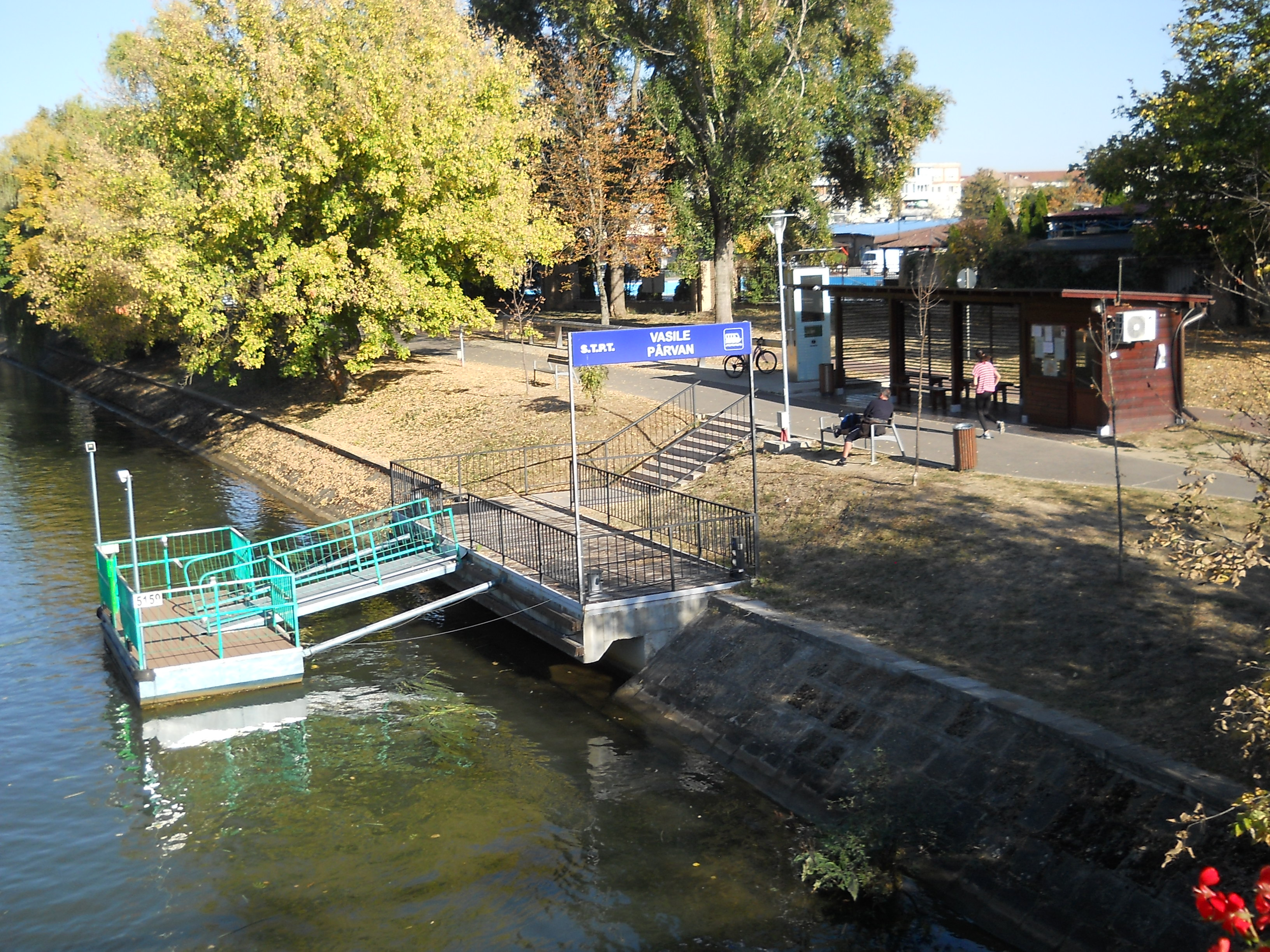
Stația Vasile Pârvan, văzută de pe Podul Michelangelo
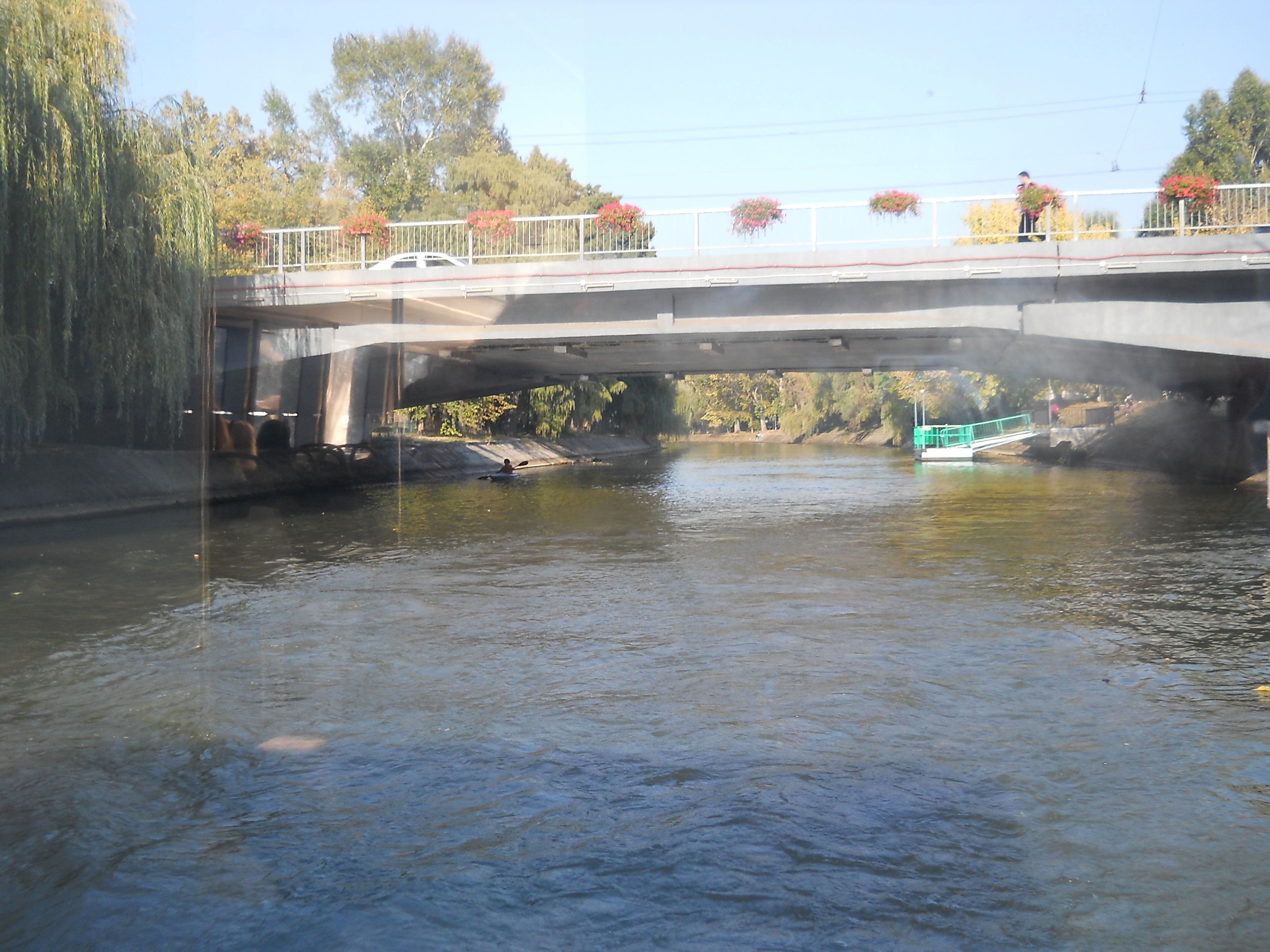
Stația Vasile Pârvan, văzută din interiorul unui hidrobuz
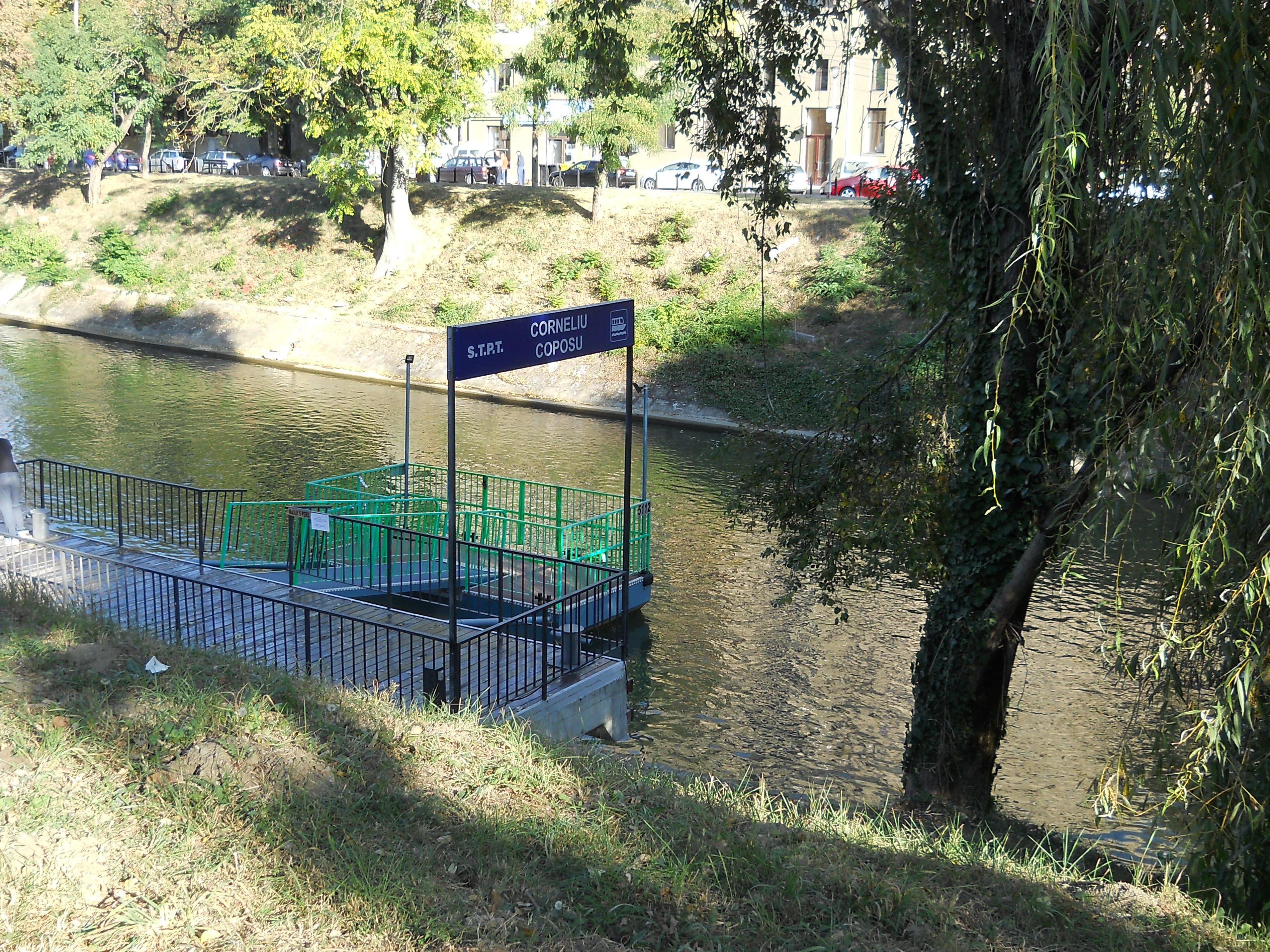
Stația Corneliu Coposu
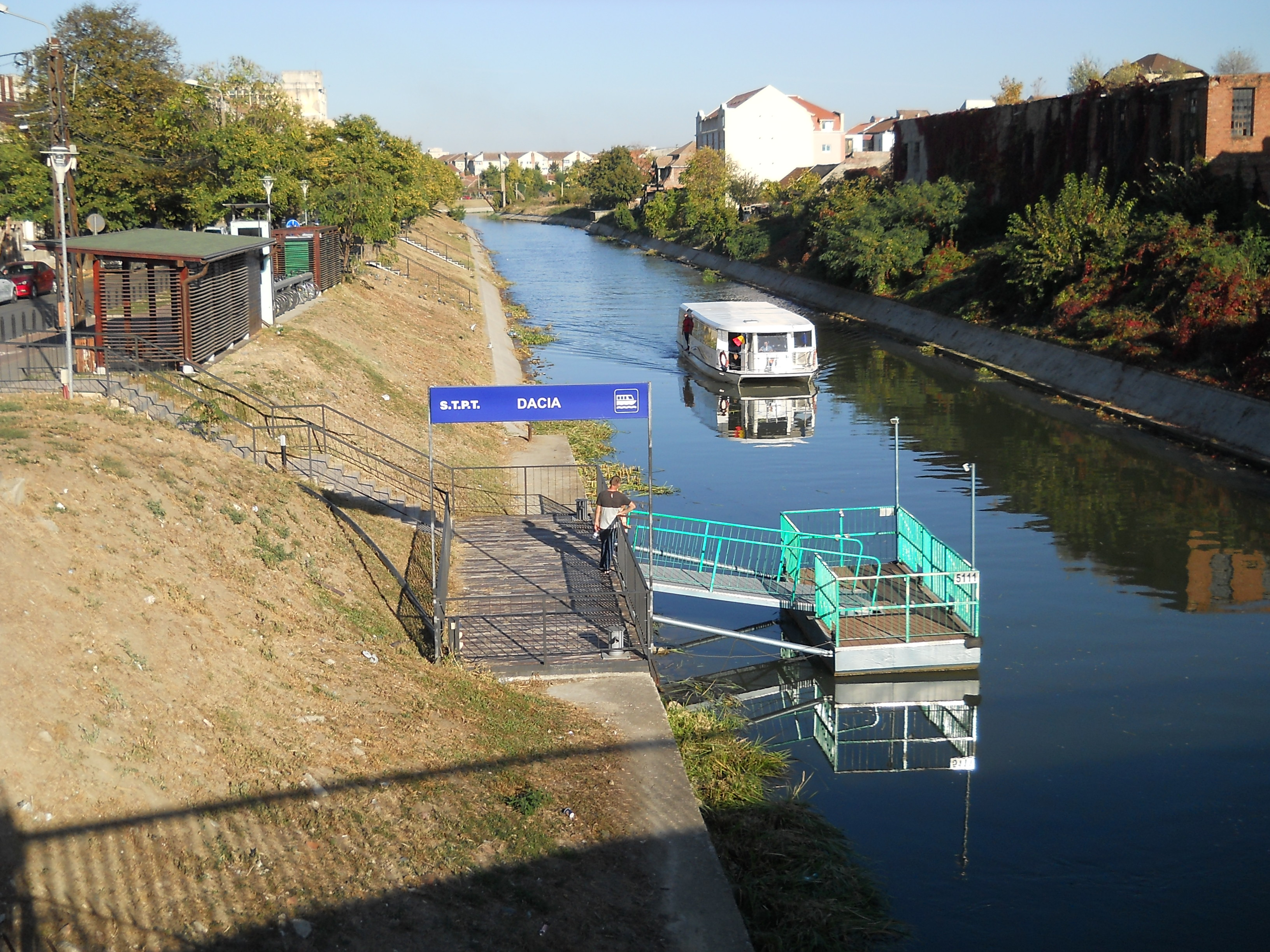
Stația Dacia, cu un hidrobuz/vaporetto pe direcția aval ce se pregătește să acosteze la ponton
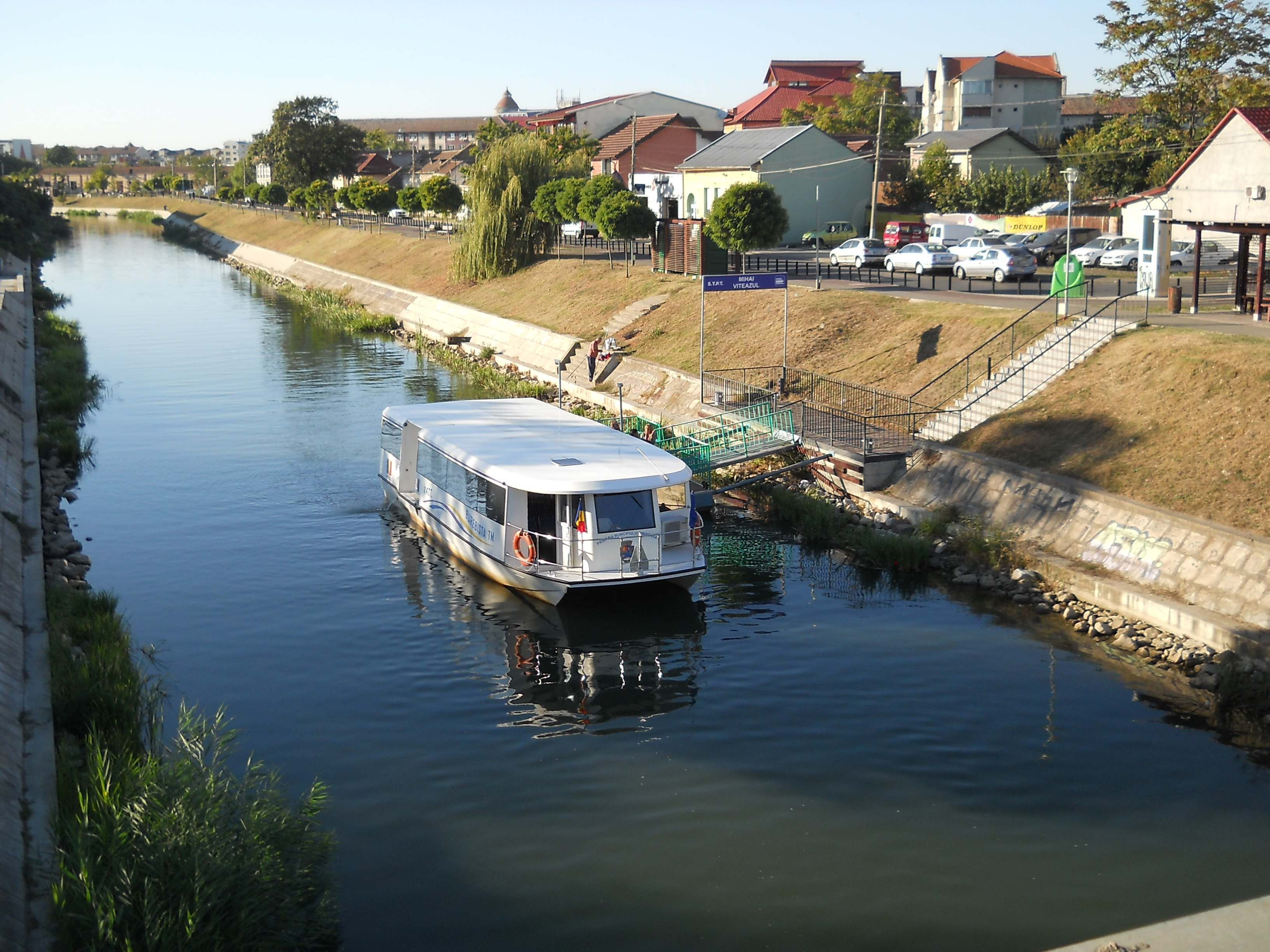
Stația Mihai Viteazul, cu un hidrobuz pe direcția amonte (stație finală).